# Café cantante (obra de teatro)
Café cantante es una obra de teatro de Antonio Gala, estrenada en 1997.

## Argumento
El espacio escénico consiste en un antiguo salón de espectáculos, o café cantante, en el que se refugia una estrella del género ya retirada, La Talismana, que representa una metáfora de lo que fue España. Acude al lugar la joven Yeni, en la plenitud de la vida y cargada de sueños e ilusiones, que representa la España actual. El encuentro entre ambas debe dar como resultado una reconciliación entre las dos almas.

## Estreno
En el Teatro Bellas Artes de Madrid el 24 de septiembre de 1997.
- Dirección: Joaquín Vida.
- Escenografía: José Hernández
- Intérpretes: Nati Mistral (La Talismana), Ángeles Martín (Yeni).